# تشارلز أديسون ريدل الثالث
تشارلز أديسون ريدل الثالث هو محامي وسياسي أمريكي، ولد في 8 يونيو 1955. نشط حزبياً في الحزب الديمقراطي. وقد انتخب عضو مجلس نواب لويزيانا ‏.